# Toyota Sequoia
Der Toyota Sequoia ist ein SUV, der von Toyota in ihrem Werk in Princeton (Indiana) hergestellt wird. Der vom Tundra abgeleitete Wagen wurde 2000 als Modell 2001 vorgestellt. Preislich liegt er zwischen dem kleineren 4Runner und Toyotas Flaggschiff Land Cruiser.
Der Sequoia ist das größte SUV, das zurzeit unter dem Namen Toyota verkauft wird, da er geringfügig größer als der Land Cruiser ist, 8 Personen anstatt 7 Platz bietet und hinter der dritten Sitzreihe mehr Platz für Gepäck hat. Allerdings hat er nicht den ausgereiften, permanenten Allradantrieb, für den der Land Cruiser bekannt ist.

## Erste Generation (2000–2007)
Der Sequoia wurde erstmals 1999 und 2000 in Autosalons gezeigt; die Serienproduktion begann Ende 2000 als Modell 2001. Motoren, Antrieb und einige Karosseriepartien teilte er mit dem Tundra, ebenso wie das Fahrwerk mit Ausnahme der hinteren Scheibenbremsen und der komplizierteren Mehrlenker-Hinterachse. Der Sequoia wurde für den Preis ‚’North American Truck of the Year’’ 2001 nominiert. 2005 erhielt er ein Facelift und einen stärkeren Motor mit variabler Ventilsteuerung (VVTi), LED-Rückleuchten und eine 5-stufige Automatik anstatt der bisherigen 4-stufigen. Zwar ist der Sequoia geringfügig länger als der Land Cruiser, aber dies ist kaum merklich. Bei seiner Einführung war er größer als der zeitgenössische Chevrolet Tahoe und gleich groß wie der Ford Expedition. Sein V8-Motor wurde als besonders spritsparend eingestuft. Rahmen und Antriebswellen wurden von Dana Incorporated hergestellt.

Der Sequoia wurde in zwei Ausstattungslinien, SR5 and Limited, geliefert. Der SR5 kostete 32.820 US-$ und die Preise für den Limited begannen bei 41.855 US-$. Die Wagen waren mit Hinterradantrieb oder Allradantrieb erhältlich.

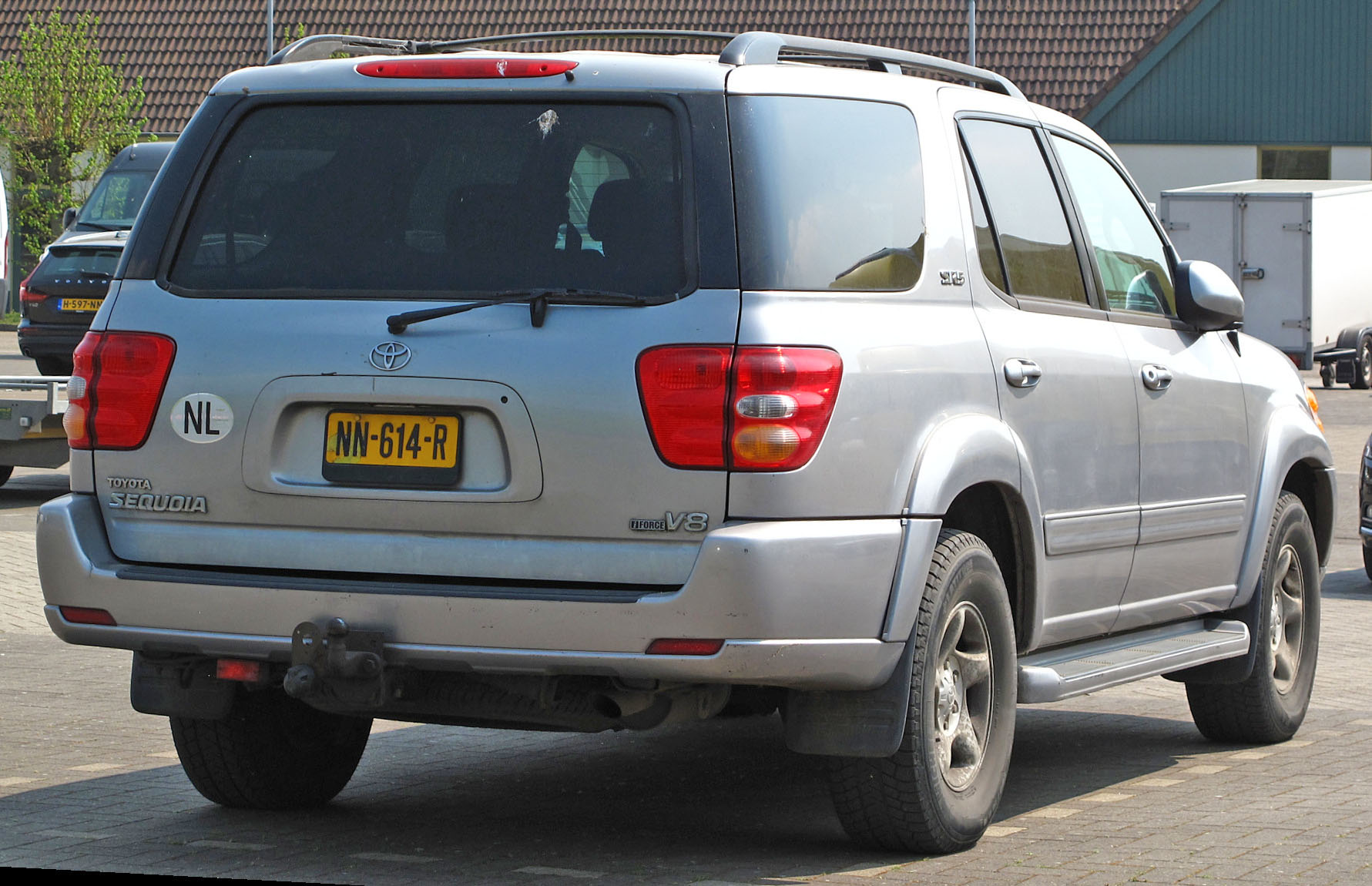
Heckansicht
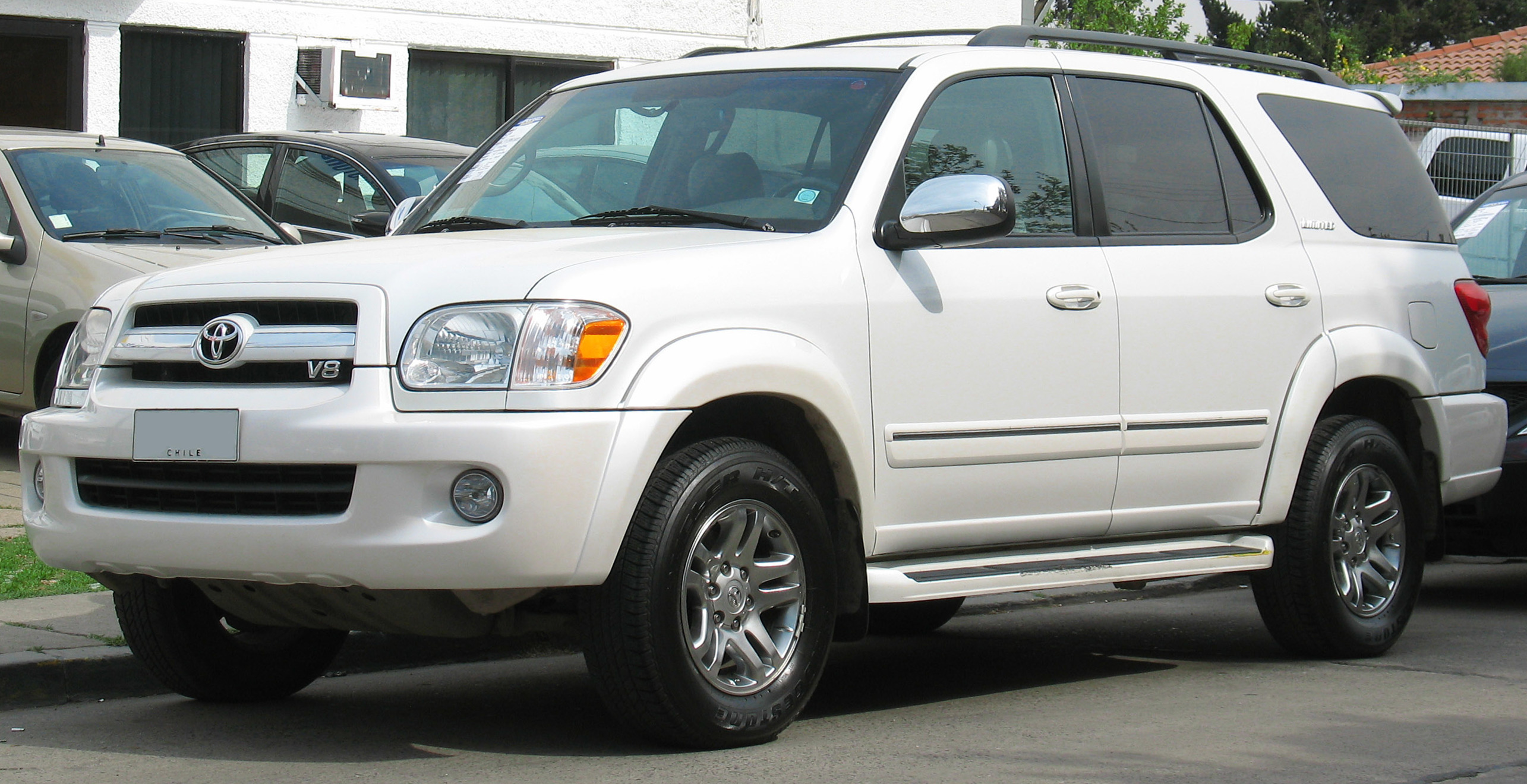
Toyota Sequoia Limited (2005–2007)
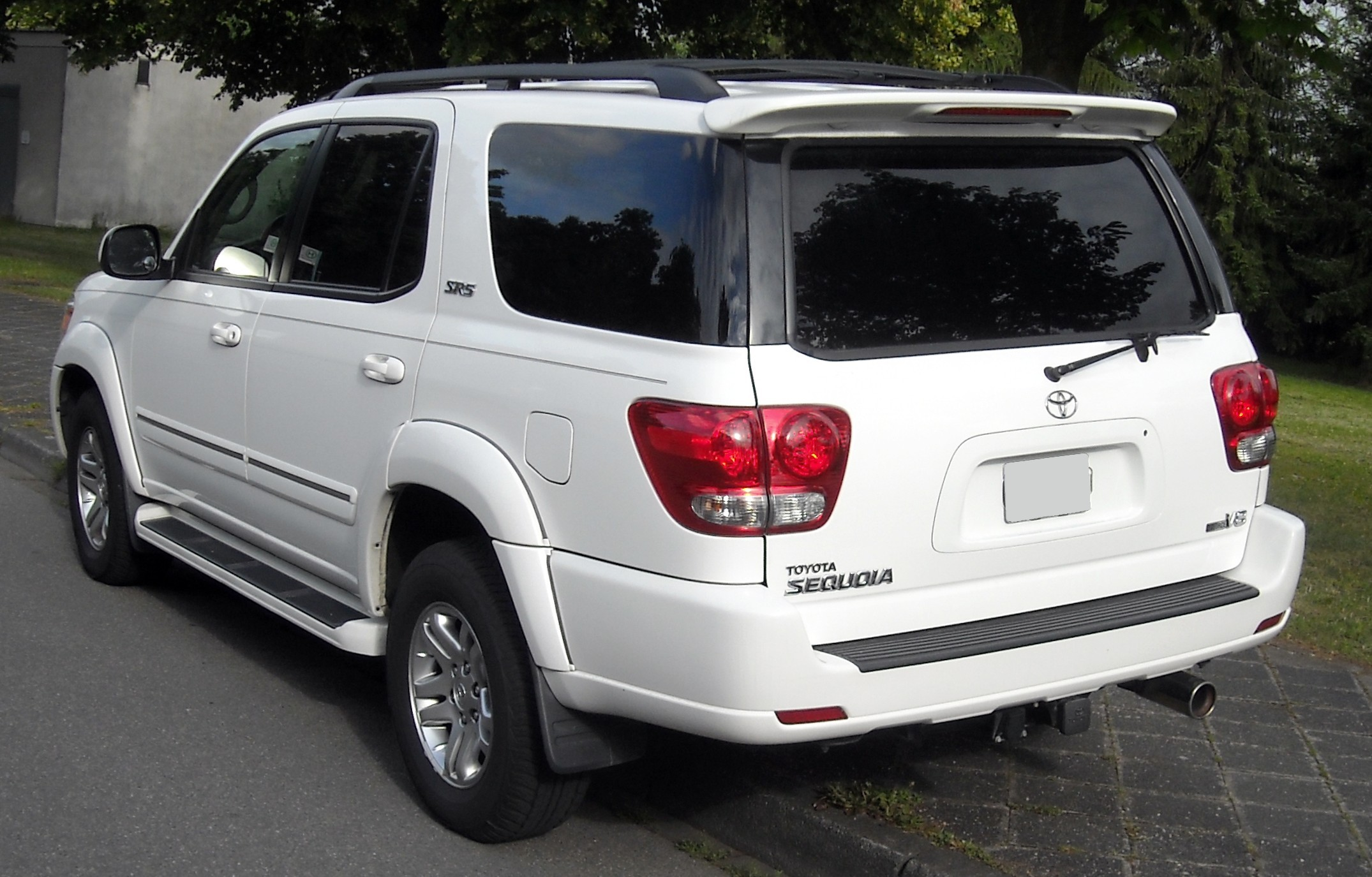
Heckansicht

## Zweite Generation (2008–2022)

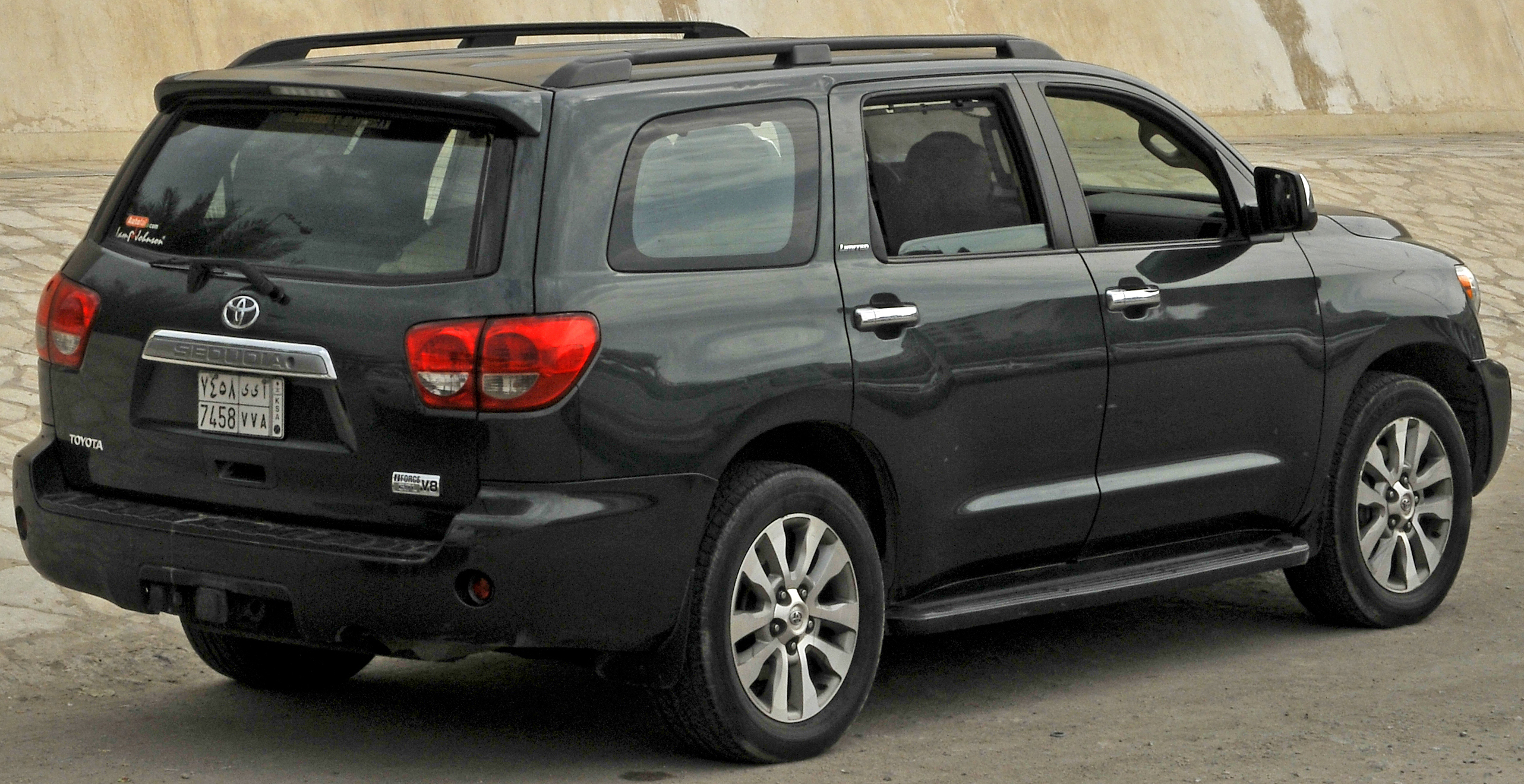
Heckansicht

Toyota stellte den Sequoia, Modell 2008, auf der Los Angeles Auto Show 2007 vor; der Verkauf begann im folgenden Dezember. Auch das neue Modell basiert wieder auf dem Tundra. Wesentliche Unterschiede aber bestehen in einem komplett in die Karosserie eingebauten Rahmen, einer hinteren Einzelradaufhängung an doppelten Querlenkern und Schraubenfedern (für besseren Fahrkomfort und Platzeinsparung) und einem Sperrdifferenzial bei den Allradantriebsmodellen. Das neue Fahrwerk sorgt für einen kleineren Wendekreis von 11,6 m und ermöglicht das flache Umlegen der hinteren Sitzbank. Toyota gab an, dass der neue Rahmen um 70 % steifer gegen gerade Biegung und um 30 % steifer gegen Torsionskräfte als der alte ist. Der Luftwiderstandsbeiwert wurde auf 0,35 reduziert.
Verbessert wurde auch der Antrieb: Ein ULEV-II-kompatibler 5,7-l-V8-Motor, Typ Toyota 3UR-FE, in Verbindung mit einem 6-stufigen Automatikgetriebe.
Das Modell 2008 gibt es in drei Ausstattungslinien: Wie bisher, den SR5 und den Limited; neu ist der Platinum. Die Preise liegen zwischen US-34.000 US-$ und 55.000 US-$, je nach Modell und Ausstattung. Basismotorisierung ist der ULEV-kompatible 4,7 l-V8, Typ Toyota 2UZ-FE, mit 276 hp (206 kW) aus dem Vorgängermodell. Der 4,7 l-V8 wird serienmäßig im SR5-Modell geliefert, während der Limited und der Platinum den 5,7-l-V8 haben. Allradantrieb gibt es für alle Modelle.
Im Innenraum des Sequoia, Modell 2008, findet sich das gleiche Armaturenbrett wie im neuen Tundra. Serienmäßig werden ebenfalls geliefert: Eine in Höhe und Neigung verstellbare Lenksäule, elektrische Fensterheber, elektrische Türschlösser mit Fernbedienung und zwei Sonnenblenden. Auf Wunsch gibt es ein DVD-basiertes Navigationssystem, eine Rückfahrkamera mit 7″-Bildschirm, ein DVD-Videosystem für die Rücksitzpassagiere, ein JBL-Audiosystem mit 14 Lautsprechern und beheizbare Sitze mit Ventilatoren (serienmäßig für die Ausstattungslinie Platinum). Der Limited hat Fernbedienungen für Klimaanlage, Audioanlage und das Bluetooth-Telefon, ein verbessertes JBL-Audiosystem, elektrolumineszente Optitron-Bedienelemente, elektrochromatisch abblendbaren Innenspiegel und Außenspiegel mit HomeLink-Empfänger. Das Platinum-Modell hat serienmäßig ein DVD-basiertes Navigationssystem, eine Rückfahrkamera, Luftfederung hinten (zur leichteren Beladung abzusenken) und einen Abstandsregeltempomat.
Es gibt acht Sitzplätze in den Ausstattungslinien SR5 und Limited und sieben für den Platinum. Der Platinum ist auch mit einer im Verhältnis 60 : 40 elektrisch umlegbaren Rücksitzbank ausgestattet. Die zulässige Anhängelast ist höher als bei jedem anderen SUV.
Die äußerlichen Unterschiede umfassen die Farbe der Türgriffe (im Wagenfarbe beim SR5 und verchromt beim Limited und Platinum), 20”-Alufelgen für den Platinum und beheizbare Außenspiegel mit Fernbedienung.
Serienmäßig werden geliefert: Stabilitätskonstrolle (VSC), Antiblockiersystem (ABS), Bremsassistent (BAS), elektronische Bremskraftverteilung (EBD), Seitenairbags vorne und Vorhang-Seitenairbags für alle drei Sitzreihen. Beim Modell 2010 kamen noch Knieairbags für Fahrer und Beifahrer dazu.
| Frontaufprall Fahrer:     | 5 Sterne      |
| Frontaufprall Beifahrer:  | 4 Sterne      |
| Seitenaufprall Fahrer:    | nicht geprüft |
| Seitenaufprall Beifahrer: | nicht geprüft |
| Überschlag:               | 4 Sterne      |

### Veränderungen von Modelljahr zu Modelljahr
- Im Modell 2009 gab es einen 5,7-l-V8-Motor, der für Ethanol (E85) geeignet war.
- Beim Modell 2010 wurde der 4,7-l-V8-Motor durch den komplett neuen 4,6-l-V8 ersetzt, der mit einer 6-stufigen Automatik verbunden ist. Der Limited ist mit Navigationssystem, DVD-Videosystem für die Rücksitzpassagiere und nur sieben Sitzplätzen ausgestattet. Knie-Airbags für den Fahrer und den Beifahrer kamen dazu. Der Platinum erhielt Holzapplikationen an Lenkrad und Schaltknauf; der SR5 hat serienmäßig Bluetooth und Fernbedienung für das Audiosystem. Die Außenfarbe „Timberland Mica“ weicht der Außenfarbe „Spruce Mica“ (tannengrün) vom Camry. Alle Audiosysteme sind mit USB-Ports ausgestattet und können mit einem iPod verbunden werden. Der Innenspiegel im Limited hat einen Bildschirm für die Rückfahrkamera integriert.

In einem Vergleichstest des Automagazins ‘’Motor Trend’’ belegte der Sequoia den ersten Platz.

### Technische Daten
|                                             | 4.6                      | 4.7                      | 5.7                      |
| Bauzeitraum                                 | 2010–2012                | 2008–2009                | 2008–2022                |
| Motorkenndaten                              |                          |                          |                          |
| Motortyp                                    | V8-Ottomotor             | V8-Ottomotor             | V8-Ottomotor             |
| Hubraum                                     | 4608 cm³                 | 4663 cm³                 | 5663 cm³                 |
| max. Leistung bei min−1                     | 231 kW (314 PS) / 5400   | 206 kW (280 PS) / 5400   | 284 kW (386 PS) / 5600   |
| max. Drehmoment bei min−1                   | 443 Nm / 3400            | 426 Nm / 3400            | 544 Nm / 3600            |
| Kraftübertragung                            |                          |                          |                          |
| Antrieb, serienmäßig                        | Hinterradantrieb         | Hinterradantrieb         | Hinterradantrieb         |
| Antrieb, optional                           | Allradantrieb            | Allradantrieb            | Allradantrieb            |
| Getriebe, serienmäßig                       | 6-Gang-Automatikgetriebe | 6-Gang-Automatikgetriebe | 6-Gang-Automatikgetriebe |
| Messwerte                                   |                          |                          |                          |
| Höchstgeschwindigkeit                       | k. A.                    | k. A.                    | 180 km/h                 |
| Beschleunigung, 0–100 km/h                  | k. A.                    | k. A.                    | 6,7 s                    |
| Kraftstoffverbrauch auf 100 km (kombiniert) | 14,7 l Super             | k. A.                    | 15,7 l Super             |
| Tankinhalt                                  | 100 l                    | 100 l                    | 100 l                    |

## Dritte Generation (seit 2022)
Die dritte Generation wurde am 25. Januar 2022 vorgestellt. Der Verkaufsstart folgte Mitte 2022. Fortan wird der Sequoia parallel zum Tundra im Werk in San Antonio gefertigt. Er nutzt dabei die Body-On-Frame-Plattform namens TNGA-F. Der 3,4-Liter-V6-Ottomotor wird mit dem i-Force Max Hybrid Powertrain ausgestattet, wodurch er eine Leistung von 326 kW (443 PS) und 790 Nm Drehmoment bietet. Über ein serienmäßiges 10-Stufen-Automatikgetriebe wird die Hinterachse angetrieben. Optional ist auch ein Allradantrieb verfügbar. Die Allradversionen erhalten zudem eine zuschaltbare Geländeübersetzung. Die Anhängelast beträgt 4100 kg. Außerdem kann das Modell in einer Sieben- oder Acht-Sitze-Konfiguration bestellt werden.

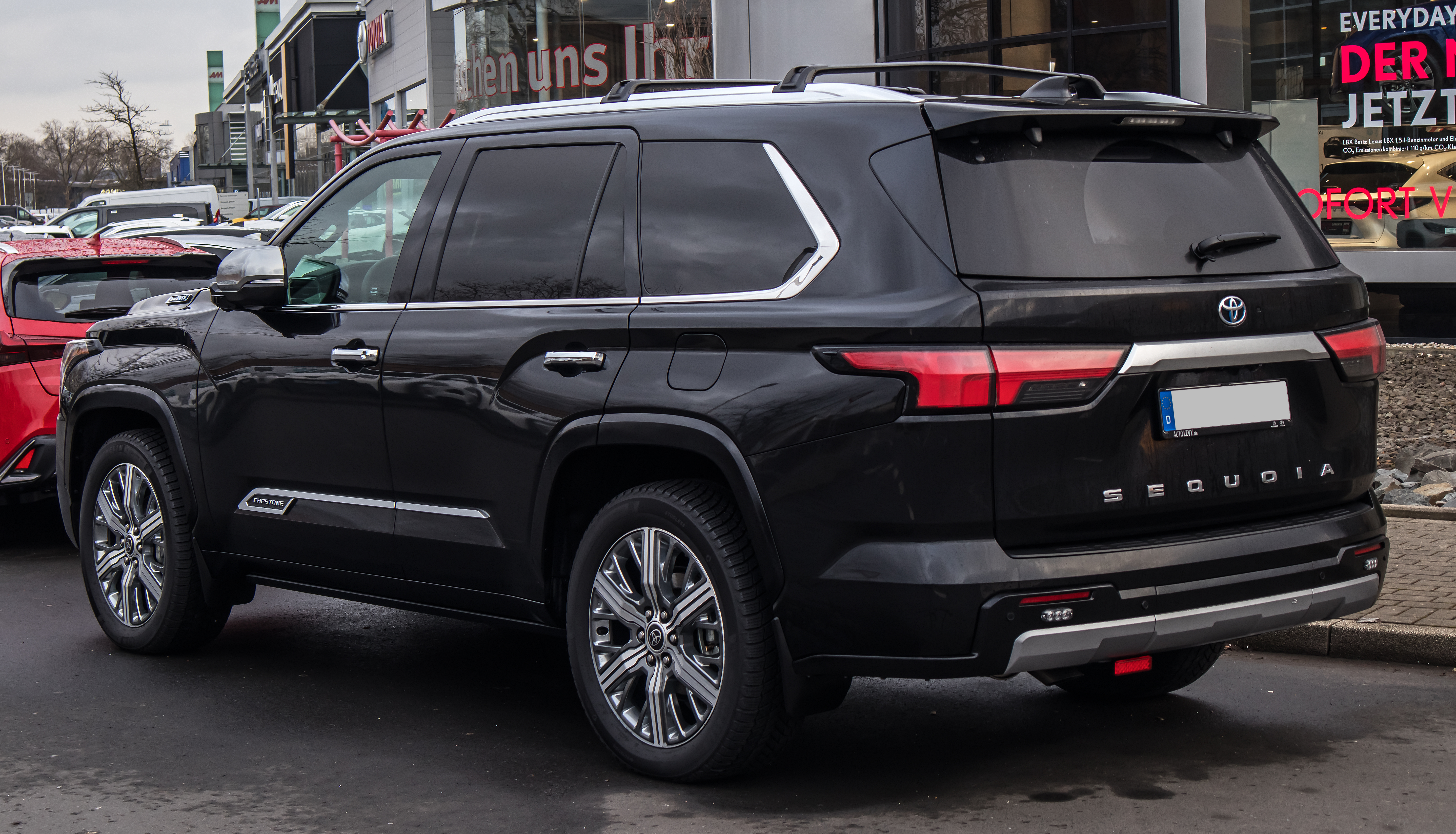
Heckansicht
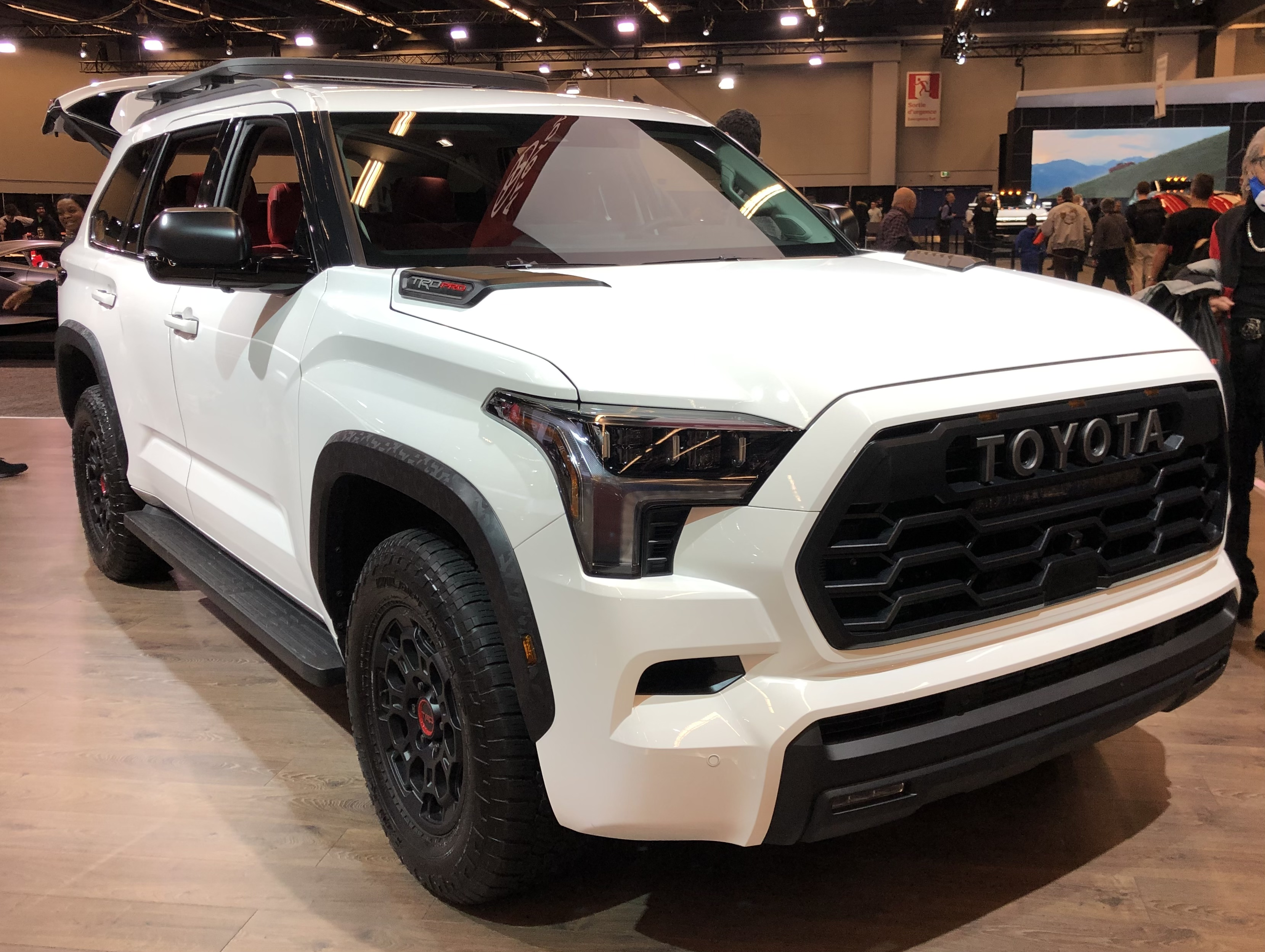
Sequoia TRD-Pro
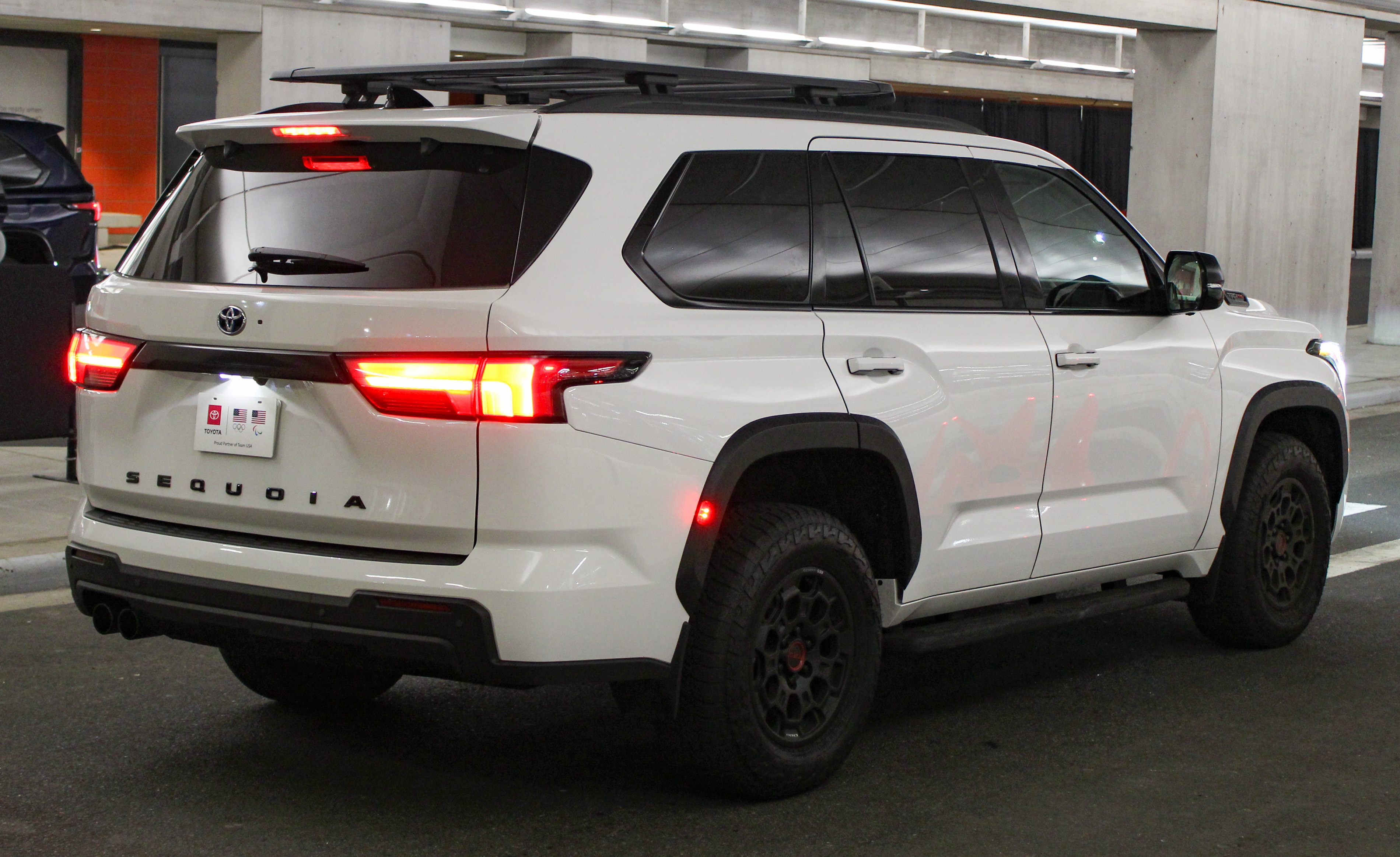
Heckansicht

## In Film und Fernsehen
In der Fernsehserie Prison Break, Staffel 4, wird ein Toyota Sequoia (2008) von Lincoln Burrows und Alexander Mahone gefahren.
In der Fernsehserie Bones, Staffel 4, kommt ebenfalls ein Toyota Sequoia vor. Er wird von Seeley Booth (gespielt von David Boreanaz) gefahren.

## Verkaufszahlen in den USA
| Kalenderjahr | Verkaufszahlen |
| ------------ | -------------- |
| 2000         | 9.925          |
| 2001         | 68.574         |
| 2002         | 70.187         |
| 2003         | 67.067         |
| 2004         | 58.114         |
| 2005         | 45.904         |
| 2006         | 34.315         |
| 2007         | 23.273         |
| 2008         | 30.693         |